# Rokkesten (Paradisbakkerne)
Der etwa 25 Tonnen wiegende Rokkesten in den Paradisbakkerne auf der dänischen Insel Bornholm ist ein Findling und einer von mehreren Wackelsteinen auf der Insel (andere wurden in Almindingen und Rutsker Højlyng gefunden). Es gibt etwa 175 Findlinge auf der Insel (und im  übrigen Dänemark). Sie waren Gegenstand der Folklore. Die Blöcke wurden während Eiszeit aus dem Grundgestein gebrochen, transportiert und beim Abschmelzen des Eises vor etwa 12.000 Jahren zurückgelassen.
Das Großsteingrab Rokkestenen (auch Kong Kjelds Høj genannt) liegt bei Hillerød, auf der Insel Seeland. Der Findling Rokkesten (Rutsker Højlyng) liegt auch auf Bornholm.